# Sanandadž
Sanandadž (persky سنندج‎) je město na severozápadě Íránu a hlavní město provincie Kurdistán. Jeho populace je odhadována na více než 300 000 obyvatel s výraznou kurdskou a arménskou menšinou.